# 브제지니군

우치주 지도에 표시된 브제지니군의 위치

브제지니군(폴란드어: powiat brzeziński)은 폴란드 우치주에 위치한 군으로 군청 소재지는 브제지니이며 면적은 358.51km2, 인구는 30,600명(2006년 기준), 인구 밀도는 85명/km2이다.
북쪽으로는 워비치군, 동쪽으로는 스키에르니에비체군, 남동쪽으로는 토마슈프군, 남쪽과 서쪽으로는 동우치군, 북서쪽으로는 즈기에시군과 접한다. 5개 지방 자치체(1개 도시, 4개 농촌)를 관할한다.

군기
군 문장